# Паттен, Саймон Нельсон
 Саймон Нельсон Паттен  (англ.  Simon Nelson Patten ; 1 мая 1852, Сандуич, округ Де-Калб, штат Иллинойс США — 24 июля 1922, Браун-Милс, штат Нью-Джерси США) — американский экономист, президент Американской экономической ассоциации в 1908 году, декан Уортонской школы бизнеса, первым зафиксировал тренд перехода от «экономики дефицита» к «экономике изобилия».

## Биография
Саймон родился в Сандуич, округ Де-Калб, штат Иллинойс 1 мая 1852 года в семье фермера и государственного юриста Уильям Паттена и матери Элизабет Нельсон Пратт Паттен. Окончив среднюю школу округа, поступил в семинарию Дженнингс близ города Орора, штат Иллинойс и окончил её в 1874 году. В течение 1874 года занимался фермерством.
В 1875 году поступил в Северо-Западный университет. В 1876 году по совету друга Джозефа Джонсона отправился в Германию в Галле-Виттенбергский университет, где обучался в 1876—1878 годах под руководством Иоганнеса Конрада совместно с однокурсником Эдмундом Джеймсом и получил докторскую степень в 1878 году. Там же попал под влияние молодой исторической школы по экономике.
В течение 1879 года занимался фермерством, а потом поступил в Чикагскую юридическую школу, которую пришлось оставить в связи с ухудшением зрения. В течение двух лет Саймон боролся с недугом и читал лекции в гимназии Дженнингс, где он ранее учился, затем в Хомвуд, штат Иллинойс.
В 1888 году стал начальником управления образования в Родосе, штат Айова и в том же 1888 году стал профессором политэкономии Уортонской школы бизнеса при Пенсильванском университете. В 1888 году С. Паттен и Э. Джеймс начали создавать Публикации по политическим и социальным наукам при Пенсильванском университете, в 1889 году они же основали Американскую академию политических и социальных наук. В 1895 году Паттен стал деканом Уортонской школы бизнеса до 1912 года. В 1917 году Паттен вышел в отставку в Пенсильванском университете по достижении 65 лет.
Саймон умер 24 июля 1922 года в Браун-Миллс, штат Нью-Джерси.

## Семья
2 сентября 1903 года Паттерн женился на Шарлоте Кимбол в Кантоне, штат Нью-Йорк, брак распался в 1909 году, детей не имели.

## Основной вклад в науку
В своей книге «Новая основа Цивилизации», вышедшей в 1907 году и выдержавшей 8 изданий, на основе лекций, прочитанных Паттеном в Нью-Йоркской школе социальной работы отмечено, что с новыми технологиями ресурсов земли достаточно для обеспечения «экономики изобилия» для западного мира: достаточно богатства, чтобы каждый может достичь уровня правильного питания, хорошего базового жилья и одежды, образования, которое будет отвечать требованиям для работы в промышленности. Для достижения этих желанных целей требуется группа социальных действий и реформы.
В своей книге «Теория экономической динамика», опубликованной в 1892 году, Паттен отмечает, что переход к «экономике изобилия» демонстрирует, что государственные расходы отходят от финансирования военных расходов, которые были простым бременем для налогоплательщиков, к инвестированию инфраструктуры (железной дороге, каналов, почтовых услуг и государственного образования), достигая тем самым более высокого уровня развития этих налогоплательщиков. Общественный транспорт будет снижать стоимость на недвижимость (экономическую ренту) в центре по отношению к периферии.